# 振替公演
振替公演（ふりかえこうえん）とは、コンサートや演劇・講演会など一般公衆に対して音楽や演劇などを興行するイベントが、開催予定日に出演者の急病・もしくは主催者側の事情などの為公演を中止し、延期となった場合にその延期日程の日時に開催予定日とほぼ同じ内容で行う公演のこと。

## 概要
多くの場合、同じ会場にて日程を調整して改めて行う場合が多いが、会場の空き状況やその他の事情によっては、当初の開催予定会場が変更（この場合、指定席の場合は座席番号・位置の変更がある場合もある）になったり、あるいは開演時間が変更になったり、曜日が変更になったりする場合もある。
一般に、本来の開催予定日のチケットは延期で振替公演になっても、振替公演時にそのまま有効になる場合が多いが、延期日程がかなり離れた時期の場合は、一旦全員を対象に払い戻しを行う場合もある（延期ではなく、完全に公演中止となった場合も同様の対応が行われる）。
また、不都合があり振替公演に来場出来ない場合も払い戻しの対応も行われるが、この場合、他の地域会場への変更は出来ない場合がほとんどである。なお、チケットの払い戻しは公演中止の場合は約1ヶ月間の期間で受け付けている場合が多いが、振替公演で不都合のある方の場合、払い戻しの受付期間は約1週間程度と短い場合が多いので、注意が必要である。